# Henri III de Hesse
Pour les articles homonymes, voir Henri III.
Henri III, dit « le Riche » (der Reiche), est né le 15 octobre 1440 et mort le 13 janvier 1483 à Marbourg. Il est landgrave de Haute-Hesse de 1458 à sa mort.

## Biographie
Henri III est le deuxième fils du landgrave Louis Ier de Hesse et de son épouse Anne de Saxe (en). À la mort de son père, il partage le landgraviat avec son frère aîné Louis II et reçoit la Haute-Hesse, avec la ville de Marbourg.

## Mariage et descendance
Henri III épouse Anne (en), fille du comte Philippe Ier de Katzenelnbogen (de) et d'Anne de Wurtemberg. Ils ont six enfants :
- Louis (1461-1478) ;
- Frédéric (mort jeune) ;
- Élisabeth (en) (1466-1523), épouse en 1482 Jean V de Nassau-Dillenbourg ;
- Guillaume III (1471-1500), landgrave de Haute-Hesse ;
- Mathilde (1473-1505), épouse en 1489 Jean II de Clèves ;
- Henri (1474 – mort jeune).